# Панамська затока
Пана́мська зато́ка — затока Тихого океану біля берегів Панами (Центральна Америка). Вдається в берег Панамського перешийка на 140 км, площа 37 тисяч км². Ширина біля входу 185 км, найбільша ширина близько 250 км.
Крупні бухти Парита на заході і Сан-Мігель на сході. У північно-східній частині — Перлинові острови. Припливи півдобові, висота до 6,4 м. Береги переважно низинні. На північному березі затоки починається Панамський канал, при вході в який розташовані міста і порти Панама і Бальбоа.

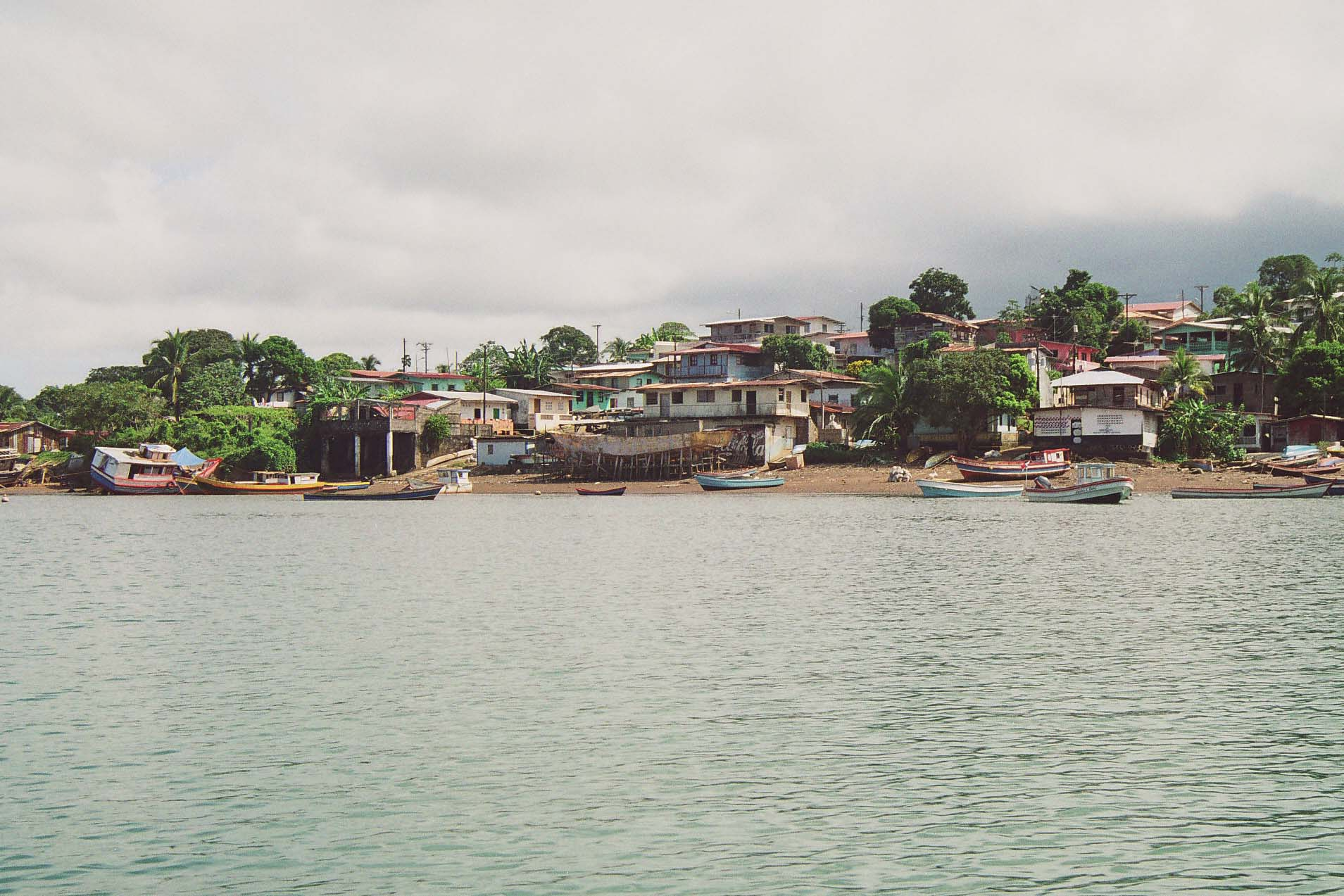
Містечко Сан-Мігель на острові Рей, Перлинові острови